# 톰 클랜시의 스플린터 셀: 컨빅션
《톰 클랜시의 스프린터 셀: 컨빅션》은 스프린터 셀 시리즈의 다섯 번째 게임으로, 유비소프트 몬트리올이 개발하고 유비소프트가 발행한다. 다양한 플랫폼으로 발매되었으며, 엑스박스 360버전이 2010년 4월 13일, 마이크로소프트 윈도우 버전이 2010년 4월 27일 발매되었다.

## 줄거리
〈컨빅션〉은 딸이 죽은 이유의 행방을 추적하는 샘피셔의 새로운 활약을 그리고 있다.

## 게임 방식
〈컨빅션〉은 대체로 열린 도시 지역을 배경으로 한다고 초창기에 발표가 되었으나, 후에 일직선 루트형 게임으로 재개발되었다.
스프린터 셀: 컨빅션은 전작인 더블에이전트에 이어 또다시 시리즈에 파격적인 변화를 주게된다.
우선 샘피셔가 더는 요원이 아닌 딸을 잃은 아버지라는 점과 최첨단 과학장비수의 감소, 언락시스템 적용등이 있다. 가장 큰 변화는 시리즈의 트레이드 마크인 삼안 나이트비젼이 사라지고 소나비젼으로 교체되었다는 점이다.
게임방식은 잠입액션의 비중은 확연히 줄어들고 액션의 비중은 과격히 늘었다. 하지만 문제는 수류탄 두어개로 상황을 종료할 수 있을 정도로 밸런스가 엉망이여서 이는 상당히 이슈가 되기도하였다.

## 평가
| 평론 점수 평론사 점수 일반 iOS PC 엑스박스 360 1UP.com A- 유로게이머 7/10 [ 3 ] 게임 인포머 9/10 [ 4 ] 게임 레볼루션 A- [ 5 ] 게임프로 5/5 [ 6 ] 5/5 [ 7 ] 게임스팟 6.5/10 [ 8 ] 8/10 [ 9 ] 게임스레이더+ [ 10 ] 게임트레일러스 8.9/10 [ 11 ] IGN 7.4/10 [ 12 ] 8.5/10 [ 13 ] 9.3/10 [ 14 ] OXM (UK) 8/10 [ 7 ] OXM (US) 8.5/10 [ 7 ] PC 게이머 (UK) 87/100 [ 6 ] PC 존 84/100 [ 6 ] VideoGamer.com 9/10 [ 15 ] 엑스플레이 통합 점수 게임랭킹스 74.14% [ 16 ] 82.54% [ 17 ] 86.50% [ 18 ] 메타크리틱 72/100 [ 19 ] 83/100 [ 20 ] 85/100 [ 21 ] |      |        |        |              |
| 평론 점수 |      |        |        |              |
| 평론사 | 점수 | 점수   | 점수   | 점수         |
| 평론사 | 일반 | iOS    | PC     | 엑스박스 360 |
| 1UP.com |      |        |        | A-           |
| 유로게이머 |      |        |        | 7/10         |
| 게임 인포머 |      |        |        | 9/10         |
| 게임 레볼루션 | A-   |        |        |              |
| 게임프로 |      |        | 5/5    | 5/5          |
| 게임스팟 |      |        | 6.5/10 | 8/10         |
| 게임스레이더+ |      |        |        | [ 10 ]       |
| 게임트레일러스 |      |        |        | 8.9/10       |
| IGN |      | 7.4/10 | 8.5/10 | 9.3/10       |
| OXM (UK) |      |        |        | 8/10         |
| OXM (US) |      |        |        | 8.5/10       |
| PC 게이머 (UK) |      |        | 87/100 |              |
| PC 존 |      |        | 84/100 |              |
| VideoGamer.com |      |        |        | 9/10         |
| 엑스플레이 |      |        |        | 4/별         |
| 통합 점수 |      |        |        |              |
| 게임랭킹스 |      | 74.14% | 82.54% | 86.50%       |
| 메타크리틱 |      | 72/100 | 83/100 | 85/100       |